# Liga Campionilor 2003-2004
Liga Campionilor 2003-2004 a fost al doisprezecelea seazon al primei competiții europene intercluburi, de după rebrandingul din 1992, și al patruzeci și nouălea turneu din toată istoria competiției. Competiția a fost câștigată de echipa portugheză FC Porto, care a învins în finală pe AS Monaco cu 3–0 pe Arena AufSchalke din Gelsenkirchen, Germania. Acesta a fost al doilea trofeu consecutiv pentru Porto, după ce în sezonul anterior câștigaseră Cupa UEFA.
După ce a eliminat echipe ca: Manchester United, Deportivo La Coruña și Olympique Lyonnais, Portoul lui José Mourinho a dat în finală peste Monaco. Această echipă reușise și ea să elimine echipe mult mai bine cotate, cum ar fi Chelsea și Real Madrid.
A fost prima ediție a Ligii Campionilor în care s-a introdus faza optimilor de finală.

## Runde de calificare

### Prima rundă de calificare
| Echipa 1         | Scor gen. | Echipa 2     | Tur | Retur    |
| ---------------- | --------- | ------------ | --- | -------- |
| Pyunik           | 2-1       | KR Reykjavík | 1-0 | 1-1      |
| Sheriff Tiraspol | 2-1       | FC Flora     | 1-0 | 1-1      |
| HB Tórshavn      | 1-5       | FBK Kaunas   | 0-1 | 1-4      |
| BATE             | 1-3       | Bohemians    | 1-0 | 0-3      |
| Vardar           | 4-2       | Barry Town   | 3-0 | 1-2      |
| Grevenmacher     | 0-2       | Leotar       | 0-0 | 0-2      |
| Glentoran        | 0-1       | HJK Helsinki | 0-0 | 0-1      |
| Sliema Wanderers | (a)3-3    | Skonto       | 2-0 | 1-3      |
| Omonia           | 2-1       | Irtysh       | 0-0 | 2-1      |
| Dinamo Tbilisi   | 3-3(p)    | KF Tirana    | 3-0 | 0-3(aet) |

### A doua rundă de calificare
| Echipa 1         | Scor gen. | Echipa 2         | Tur | Retur |
| ---------------- | --------- | ---------------- | --- | ----- |
| MTK Hungária     | 3-2       | HJK Helsinki     | 3-1 | 0-1   |
| Pyunik           | 0-3       | CSKA Sofia       | 0-2 | 0-1   |
| FBK Kaunas       | 0-5       | Celtic           | 0-4 | 0-1   |
| Leotar           | 1-4       | Slavia Praga     | 1-2 | 0-2   |
| Sheriff Tiraspol | 0-2       | Șahtior Donețk   | 0-0 | 0-2   |
| Žilina           | 2-1       | Maccabi Tel Aviv | 1-0 | 1-1   |
| Bohemians        | 0-5       | Rosenborg        | 0-1 | 0-4   |
| Maribor          | 2-3       | Dinamo Zagreb    | 1-1 | 1-2   |
| CSKA Moscova     | 2-3       | Vardar           | 1-2 | 1-1   |
| Rapid București  | 2-3       | Anderlecht       | 0-0 | 2-3   |
| Partizan         | (a)3-3    | Djurgården       | 1-1 | 2-2   |
| Wisła Kraków     | 7-4       | Omonia           | 5-2 | 2-2   |
| Copenhagen       | 10-1      | Sliema Wanderers | 4-1 | 6-0   |
| KF Tirana        | 2-7       | GAK              | 1-5 | 1-2   |

### A treia rundă de calificare
| Echipa 1       | Scor gen. | Echipa 2            | Tur | Retur    |
| -------------- | --------- | ------------------- | --- | -------- |
| Vardar         | 4-5       | Sparta Praga        | 2-3 | 2-2      |
| MTK Hungária   | 0-5       | Celtic              | 0-4 | 0-1      |
| Rangers        | 3-2       | Copenhagen          | 1-1 | 2-1      |
| Austria Wien   | 0-1       | Marseille           | 0-1 | 0-0      |
| Club Brugge    | (p)3-3    | Borussia Dortmund   | 2-1 | 1-2(aet) |
| Șahtior Donețk | 2-3       | Lokomotiv Moscova   | 1-0 | 1-3      |
| Lazio          | 4-1       | Benfica             | 3-1 | 1-0      |
| Dinamo Kiev    | 5-1       | Dinamo Zagreb       | 3-1 | 2-0      |
| Rosenborg      | 0-1       | Deportivo La Coruña | 0-0 | 0-1      |
| Grasshopper    | 2-3       | AEK Atena           | 1-0 | 1-3      |
| Žilina         | 0-5       | Chelsea             | 0-2 | 0-3      |
| Celta Vigo     | 3-2       | Slavia Praga        | 3-0 | 0-2      |
| Partizan       | (p)1-1    | Newcastle United    | 0-1 | 1-0      |
| Galatasaray    | 6-0       | CSKA Sofia          | 3-0 | 3-0      |
| Anderlecht     | 4-1       | Wisła Kraków        | 3-1 | 1-0      |
| GAK            | 2-3       | Ajax                | 1-1 | 1-2(aet) |

## Faza grupelor
| Legendă                                     |
| ------------------------------------------- |
| Echipe care s-au calificat pentru optimi    |
| Echipe care s-au calificat pentru Cupa UEFA |
| Echipe eliminste din competițiile europene. |

### Grupa A
| Echipa     | Pld | W | D | L | GF | GA | GD | Pts |
| ---------- | --- | - | - | - | -- | -- | -- | --- |
| Lyon       | 6   | 3 | 1 | 2 | 7  | 7  | 0  | 10  |
| Bayern     | 6   | 2 | 3 | 1 | 6  | 5  | +1 | 9   |
| Celtic     | 6   | 2 | 1 | 3 | 8  | 7  | +1 | 7   |
| Anderlecht | 6   | 2 | 1 | 3 | 4  | 6  | −2 | 7   |

|                | AND | BM  | CEL | OL  |
| -------------- | --- | --- | --- | --- |
| Anderlecht     | –   | 1–1 | 1–0 | 1–0 |
| Bayern München | 1–0 | –   | 2–1 | 1–2 |
| Celtic         | 3–1 | 0–0 | –   | 2–0 |
| Lyon           | 1–0 | 1–1 | 3–2 | –   |

### Grupa B
| Echipa         | Pld | W | D | L | GF | GA | GD | Pts |
| -------------- | --- | - | - | - | -- | -- | -- | --- |
| Arsenal        | 6   | 3 | 1 | 2 | 9  | 6  | +3 | 10  |
| Lokomotiv Mos. | 6   | 2 | 2 | 2 | 7  | 7  | 0  | 8   |
| Inter Milano   | 6   | 2 | 2 | 2 | 8  | 11 | −3 | 8   |
| Dinamo Kiev    | 6   | 2 | 1 | 3 | 8  | 8  | 0  | 7   |

|                  | ARS | DK  | INT | LM  |
| ---------------- | --- | --- | --- | --- |
| Arsenal          | –   | 1–0 | 0–3 | 2–0 |
| Dynamo Kyiv      | 2–1 | –   | 1–1 | 2–0 |
| Internazionale   | 1–5 | 2–1 | –   | 1–1 |
| Lokomotiv Moscow | 0–0 | 3–2 | 3–0 | –   |

### Grupa C
| Echipa    | Pld | W | D | L | GF | GA | GD  | Pts |
| --------- | --- | - | - | - | -- | -- | --- | --- |
| Monaco    | 6   | 3 | 2 | 1 | 15 | 6  | +9  | 11  |
| La Coruña | 6   | 3 | 1 | 2 | 12 | 12 | 0   | 10  |
| PSV       | 6   | 3 | 1 | 2 | 8  | 7  | +1  | 10  |
| AEK Atena | 6   | 0 | 2 | 4 | 1  | 11 | −10 | 2   |

|                     | AEK | DEP | ASM | PSV |
| ------------------- | --- | --- | --- | --- |
| AEK Atena           | –   | 1–1 | 0–0 | 0–1 |
| Deportivo La Coruña | 3–0 | –   | 1–0 | 2–0 |
| Monaco              | 4–0 | 8–3 | –   | 1–1 |
| PSV Eindhoven       | 2–0 | 3–2 | 1–2 | –   |

### Grupa D
| Echipa        | Pld | W | D | L | GF | GA | GD | Pts |
| ------------- | --- | - | - | - | -- | -- | -- | --- |
| Juventus      | 6   | 4 | 1 | 1 | 15 | 6  | +9 | 13  |
| Real Sociedad | 6   | 2 | 3 | 1 | 8  | 8  | 0  | 9   |
| Galatasaray   | 6   | 2 | 1 | 3 | 6  | 8  | −2 | 7   |
| Olympiacos    | 6   | 1 | 1 | 4 | 6  | 13 | −7 | 4   |

|               | GAL | JUV | OLY | RSO |
| ------------- | --- | --- | --- | --- |
| Galatasaray   | –   | 2–0 | 1–0 | 1–2 |
| Juventus      | 2–1 | –   | 7–0 | 4–2 |
| Olympiacos    | 3–0 | 1–2 | –   | 2–2 |
| Real Sociedad | 1–1 | 0–0 | 1–0 | –   |

### Grupa E
| Echipa            | Pld | W | D | L | GF | GA | GD  | Pts |
| ----------------- | --- | - | - | - | -- | -- | --- | --- |
| Manchester United | 6   | 5 | 0 | 1 | 13 | 2  | +11 | 15  |
| Stuttgart         | 6   | 4 | 0 | 2 | 9  | 6  | +3  | 12  |
| Panathinaikos     | 6   | 1 | 1 | 4 | 5  | 13 | −8  | 4   |
| Rangers           | 6   | 1 | 1 | 4 | 4  | 10 | −6  | 4   |

|                   | MU  | PAN | RAN | STU |
| ----------------- | --- | --- | --- | --- |
| Manchester United | –   | 5–0 | 3–0 | 2–0 |
| Panathinaikos     | 0–1 | –   | 1–1 | 1–3 |
| Rangers           | 0–1 | 1–3 | –   | 2–1 |
| Stuttgart         | 2–1 | 2–0 | 1–0 | –   |

### Grupa F
| Echipa      | Pld | W | D | L | GF | GA | GD | Pts |
| ----------- | --- | - | - | - | -- | -- | -- | --- |
| Real Madrid | 6   | 4 | 2 | 0 | 11 | 5  | +6 | 14  |
| Porto       | 6   | 3 | 2 | 1 | 9  | 8  | +1 | 11  |
| Marseille   | 6   | 1 | 1 | 4 | 9  | 11 | −2 | 4   |
| Partizan    | 6   | 0 | 3 | 3 | 3  | 8  | −5 | 3   |

|             | OM  | PAR | POR | RM  |
| ----------- | --- | --- | --- | --- |
| Marseille   | –   | 3–0 | 2–3 | 1–2 |
| Partizan    | 1–1 | –   | 1–1 | 0–0 |
| Porto       | 1–0 | 2–1 | –   | 1–3 |
| Real Madrid | 4–2 | 1–0 | 1–1 | –   |

### Grupa G
| Echipa       | Pld | W | D | L | GF | GA | GD | Pts |
| ------------ | --- | - | - | - | -- | -- | -- | --- |
| Chelsea      | 6   | 4 | 1 | 1 | 9  | 3  | +6 | 13  |
| Sparta Praga | 6   | 2 | 2 | 2 | 5  | 5  | 0  | 8   |
| Beșiktaș     | 6   | 2 | 1 | 3 | 5  | 7  | −2 | 7   |
| Lazio        | 6   | 1 | 2 | 3 | 6  | 10 | −4 | 5   |

|               | BJK | CHE | LAZ | SP  |
| ------------- | --- | --- | --- | --- |
| Beșiktaș      | –   | 0–2 | 0–2 | 1–0 |
| Chelsea       | 0–2 | –   | 2–1 | 0–0 |
| Lazio         | 1–1 | 0–4 | –   | 2–2 |
| Sparta Prague | 2–1 | 0–1 | 1–0 | –   |

### Grupa H
| Echipa      | Pld | W | D | L | GF | GA | GD | Pts |
| ----------- | --- | - | - | - | -- | -- | -- | --- |
| Milan       | 6   | 3 | 1 | 2 | 4  | 3  | +1 | 10  |
| Celta Vigo  | 6   | 2 | 3 | 1 | 7  | 6  | +1 | 9   |
| Club Brugge | 6   | 2 | 2 | 2 | 5  | 6  | −1 | 8   |
| Ajax        | 6   | 2 | 0 | 4 | 6  | 7  | −1 | 6   |

|               | AJA | CTA | BRU | MIL |
| ------------- | --- | --- | --- | --- |
| Ajax          | –   | 1–0 | 2–0 | 0–1 |
| Celta de Vigo | 3–2 | –   | 1–1 | 0–0 |
| Club Brugge   | 2–1 | 1–1 | –   | 0–1 |
| Milan         | 1–0 | 1–2 | 0–1 | –   |

## Faza eliminatorie
|  | First knockout round | First knockout round | First knockout round | First knockout round |   |             | Quarter-finals | Quarter-finals | Quarter-finals | Quarter-finals |  |        | Semi-finals | Semi-finals | Semi-finals | Semi-finals |       |   | Final | Final |
|  |                      |                      |                      |                      |   |             |                |                |                |                |  |        |             |             |             |             |       |   |       |       |
|  | Porto                | 2                    | 1                    | 3                    |   |             |                |                |                |                |  |        |             |             |             |             |       |   |       |       |
|  | Manchester United    | 1                    | 1                    | 2                    |   |             |                |                |                |                |  |        |             |             |             |             |       |   |       |       |
|  | Manchester United    | 1                    | 1                    | 2                    |   | Porto       | 2              | 2              | 4              |                |  |        |             |             |             |             |       |   |       |       |
|  |                      |                      |                      |                      |   | Porto       | 2              | 2              | 4              |                |  |        |             |             |             |             |       |   |       |       |
|  |                      | Lyon                 | 0                    | 2                    | 2 |             |                |                |                |                |  |        |             |             |             |             |       |   |       |       |
|  | Real Sociedad        | Lyon                 | 0                    | 2                    | 2 | 0           | 0              | 0              |                |                |  |        |             |             |             |             |       |   |       |       |
|  | Real Sociedad        |                      |                      |                      |   | 0           | 0              | 0              |                |                |  |        |             |             |             |             |       |   |       |       |
|  | Lyon                 | 1                    | 1                    | 2                    |   |             |                |                |                |                |  |        |             |             |             |             |       |   |       |       |
|  | Lyon                 | 1                    | 1                    | 2                    |   |             |                |                |                |                |  | Porto  | 0           | 1           | 1           |             |       |   |       |       |
|  |                      |                      |                      |                      |   |             |                |                |                |                |  | Porto  | 0           | 1           | 1           |             |       |   |       |       |
|  |                      | Deportivo La Coruña  | 0                    | 0                    | 0 |             |                |                |                |                |  |        |             |             |             |             |       |   |       |       |
|  | Sparta Praga         | Deportivo La Coruña  | 0                    | 0                    | 0 | 0           | 1              | 1              |                |                |  |        |             |             |             |             |       |   |       |       |
|  | Sparta Praga         |                      |                      |                      |   | 0           | 1              | 1              |                |                |  |        |             |             |             |             |       |   |       |       |
|  | Milan                | 0                    | 4                    | 4                    |   |             |                |                |                |                |  |        |             |             |             |             |       |   |       |       |
|  | Milan                | 0                    | 4                    | 4                    |   | Milan       | 4              | 0              | 4              |                |  |        |             |             |             |             |       |   |       |       |
|  |                      |                      |                      |                      |   | Milan       | 4              | 0              | 4              |                |  |        |             |             |             |             |       |   |       |       |
|  |                      | Deportivo La Coruña  | 1                    | 4                    | 5 |             |                |                |                |                |  |        |             |             |             |             |       |   |       |       |
|  | Juventus             | Deportivo La Coruña  | 1                    | 4                    | 5 | 0           | 0              | 0              |                |                |  |        |             |             |             |             |       |   |       |       |
|  | Juventus             |                      |                      |                      |   | 0           | 0              | 0              |                |                |  |        |             |             |             |             |       |   |       |       |
|  | Deportivo La Coruña  | 1                    | 1                    | 2                    |   |             |                |                |                |                |  |        |             |             |             |             |       |   |       |       |
|  | Deportivo La Coruña  | 1                    | 1                    | 2                    |   |             |                |                |                |                |  |        |             |             |             |             | Porto | 3 |       |       |
|  |                      |                      |                      |                      |   |             |                |                |                |                |  |        |             |             |             |             |       | 3 |       |       |
|  |                      | Monaco               | 0                    |                      |   |             |                |                |                |                |  |        |             |             |             |             |       |   |       |       |
|  | Bayern München       | Monaco               | 0                    | 1                    | 0 | 1           |                |                |                |                |  |        |             |             |             |             |       |   |       |       |
|  | Bayern München       |                      |                      | 1                    | 0 | 1           |                |                |                |                |  |        |             |             |             |             |       |   |       |       |
|  | Real Madrid          | 1                    | 1                    | 2                    |   |             |                |                |                |                |  |        |             |             |             |             |       |   |       |       |
|  | Real Madrid          | 1                    | 1                    | 2                    |   | Real Madrid | 4              | 1              | 5              |                |  |        |             |             |             |             |       |   |       |       |
|  |                      |                      |                      |                      |   | Real Madrid | 4              | 1              | 5              |                |  |        |             |             |             |             |       |   |       |       |
|  |                      | Monaco (a)           | 2                    | 3                    | 5 |             |                |                |                |                |  |        |             |             |             |             |       |   |       |       |
|  | Lokomotiv Moscova    | Monaco (a)           | 2                    | 3                    | 5 | 2           | 0              | 2              |                |                |  |        |             |             |             |             |       |   |       |       |
|  | Lokomotiv Moscova    |                      |                      |                      |   | 2           | 0              | 2              |                |                |  |        |             |             |             |             |       |   |       |       |
|  | Monaco (a)           | 1                    | 1                    | 2                    |   |             |                |                |                |                |  |        |             |             |             |             |       |   |       |       |
|  | Monaco (a)           | 1                    | 1                    | 2                    |   |             |                |                |                |                |  | Monaco | 3           | 2           | 5           |             |       |   |       |       |
|  |                      |                      |                      |                      |   |             |                |                |                |                |  | Monaco | 3           | 2           | 5           |             |       |   |       |       |
|  |                      | Chelsea              | 1                    | 2                    | 3 |             |                |                |                |                |  |        |             |             |             |             |       |   |       |       |
|  | Stuttgart            | Chelsea              | 1                    | 2                    | 3 | 0           | 0              | 0              |                |                |  |        |             |             |             |             |       |   |       |       |
|  | Stuttgart            |                      |                      |                      |   | 0           | 0              | 0              |                |                |  |        |             |             |             |             |       |   |       |       |
|  | Chelsea              | 1                    | 0                    | 1                    |   |             |                |                |                |                |  |        |             |             |             |             |       |   |       |       |
|  | Chelsea              | 1                    | 0                    | 1                    |   | Chelsea     | 1              | 2              | 3              |                |  |        |             |             |             |             |       |   |       |       |
|  |                      |                      |                      |                      |   | Chelsea     | 1              | 2              | 3              |                |  |        |             |             |             |             |       |   |       |       |
|  |                      | Arsenal              | 1                    | 1                    | 2 |             |                |                |                |                |  |        |             |             |             |             |       |   |       |       |
|  | Celta de Vigo        | Arsenal              | 1                    | 1                    | 2 | 2           | 0              | 2              |                |                |  |        |             |             |             |             |       |   |       |       |
|  | Celta de Vigo        |                      |                      |                      |   | 2           | 0              | 2              |                |                |  |        |             |             |             |             |       |   |       |       |
|  | Arsenal              | 3                    | 2                    | 5                    |   |             |                |                |                |                |  |        |             |             |             |             |       |   |       |       |

### Optimi
| Echipa 1            | Scor gen. | Echipa 2          | Tur | Retur |
| ------------------- | --------- | ----------------- | --- | ----- |
| Bayern München      | 1-2       | Real Madrid       | 1-1 | 0-1   |
| Celta Vigo          | 2-5       | Arsenal           | 2-3 | 0-2   |
| Deportivo La Coruña | 2-0       | Juventus          | 1-0 | 1-0   |
| Lokomotiv Moscova   | 2-2(a)    | Monaco            | 2-1 | 0-1   |
| Porto               | 3-2       | Manchester United | 2-1 | 1-1   |
| Real Sociedad       | 0-2       | Lyon              | 0-1 | 0-1   |
| Sparta Praga        | 1-4       | Milan             | 0-0 | 1-4   |
| VfB Stuttgart       | 0-1       | Chelsea           | 0-1 | 0-0   |

#### Tur
Toate orele sunt Central European Time (UTC+1)
| Bayern München | 1 – 1    | Real Madrid        |
| -------------- | -------- | ------------------ |
| Makaay 75'     | (Report) | Roberto Carlos 83' |

| Celta Vigo               | 2 – 3    | Arsenal               |
| ------------------------ | -------- | --------------------- |
| Edu 27' José Ignacio 64' | (Report) | Edu 18' 58' Pires 80' |

| Lokomotiv Moscova        | 2 – 1    | Monaco        |
| ------------------------ | -------- | ------------- |
| Izmailov 32' Maminov 59' | (Report) | Morientes 69' |

| Sparta Praga | 0 – 0    | Milan |
| ------------ | -------- | ----- |
|              | (Report) |       |

| Deportivo La Coruña | 1 – 0    | Juventus |
| ------------------- | -------- | -------- |
| Luque 37'           | (Report) |          |

| Porto            | 2 – 1    | Manchester United |
| ---------------- | -------- | ----------------- |
| McCarthy 29' 78' | (Report) | Fortune 14'       |

| Real Sociedad | 0 – 1    | Lyon                |
| ------------- | -------- | ------------------- |
|               | (Report) | Schürrer 18' (o.g.) |

| Stuttgart | 0 – 1    | Chelsea          |
| --------- | -------- | ---------------- |
|           | (Report) | Meira 12' (o.g.) |

#### Retur
Toate orele sunt Central European Time (UTC+1)
| Chelsea | 0 – 0    | Stuttgart |
| ------- | -------- | --------- |
|         | (Report) |           |

| Juventus | 0 – 1    | Deportivo La Coruña |
| -------- | -------- | ------------------- |
|          | (Report) | Pandiani 12'        |

| Lyon        | 1 – 0    | Real Sociedad |
| ----------- | -------- | ------------- |
| Juninho 77' | (Report) |               |

| Manchester United | 1 – 1    | Porto        |
| ----------------- | -------- | ------------ |
| Scholes 32'       | (Report) | Costinha 90' |

| Arsenal       | 2 – 0    | Celta de Vigo |
| ------------- | -------- | ------------- |
| Henry 14' 34' | (Report) |               |

| Milan                                        | 4 – 1    | Sparta Praga |
| -------------------------------------------- | -------- | ------------ |
| Inzaghi 45+2' Shevchenko 66' 79' Gattuso 85' | (Report) | Jun 59'      |

| Monaco   | 1 – 0    | Lokomotiv Moscova |
| -------- | -------- | ----------------- |
| Pršo 60' | (Report) |                   |

| Real Madrid | 1 – 0    | Bayern München |
| ----------- | -------- | -------------- |
| Zidane 32'  | (Report) |                |

### Sferturi
| Echipa 1    | Scor gen. | Echipa 2            | Tur | Retur |
| ----------- | --------- | ------------------- | --- | ----- |
| Chelsea     | 3-2       | Arsenal             | 1-1 | 2-1   |
| Milan       | 4-5       | Deportivo La Coruña | 4-1 | 0-4   |
| Porto       | 4-2       | Lyon                | 2-0 | 2-2   |
| Real Madrid | 5-5(a)    | Monaco              | 4-2 | 1-3   |

#### Tur
Toate orele sunt Central European Time (UTC+1)
| Milan                                  | 4 – 1    | Deportivo La Coruña |
| -------------------------------------- | -------- | ------------------- |
| Kaká 45', 49' Shevchenko 46' Pirlo 53' | (Report) | Pandiani 11'        |

| Porto                 | 2 – 0    | Lyon |
| --------------------- | -------- | ---- |
| Deco 44' Carvalho 71' | (Report) |      |

| Real Madrid                                  | 4 – 2    | Monaco                      |
| -------------------------------------------- | -------- | --------------------------- |
| Helguera 51' Zidane 70' Figo 77' Ronaldo 81' | (Report) | Squillaci 43' Morientes 83' |

| Chelsea        | 1 – 1    | Arsenal   |
| -------------- | -------- | --------- |
| Guðjohnsen 53' | (Report) | Pires 59' |

#### Retur
Toate orele sunt Central European Time (UTC+1)
| Monaco                        | 3 – 1    | Real Madrid |
| ----------------------------- | -------- | ----------- |
| Giuly 45+1' 66' Morientes 48' | (Report) | Raúl 36'    |

| Arsenal     | 1 – 2    | Chelsea                |
| ----------- | -------- | ---------------------- |
| Reyes 45+1' | (Report) | Lampard 51' Bridge 87' |

| Deportivo La Coruña                        | 4 – 0    | Milan |
| ------------------------------------------ | -------- | ----- |
| Pandiani 5' Valerón 35' Luque 44' Fran 76' | (Report) |       |

| Lyon                    | 2 – 2    | Porto           |
| ----------------------- | -------- | --------------- |
| Luyindula 14' Élber 90' | (Report) | Maniche 6', 47' |

### Semifinalele
| Echipa 1 | Scor gen. | Echipa 2            | Tur | Retur |
| -------- | --------- | ------------------- | --- | ----- |
| Monaco   | 5-3       | Chelsea             | 3-1 | 2-2   |
| Porto    | 1-0       | Deportivo La Coruña | 0-0 | 1-0   |

#### Tur
Toate orele sunt Central European Time (UTC+1)
| Monaco                           | 3 – 1    | Chelsea    |
| -------------------------------- | -------- | ---------- |
| Pršo 17' Morientes 78' Nonda 83' | (Report) | Crespo 22' |

| Porto | 0 – 0    | Deportivo La Coruña |
| ----- | -------- | ------------------- |
|       | (Report) |                     |

#### Retur
Toate orele sunt Central European Time (UTC+1)
| Deportivo La Coruña | 0 – 1    | Porto             |
| ------------------- | -------- | ----------------- |
|                     | (Report) | Derlei 60' (pen.) |

| Chelsea                  | 2 - 2    | Monaco                     |
| ------------------------ | -------- | -------------------------- |
| Grønkjær 22' Lampard 44' | (Report) | Ibarra 45+2' Morientes 60' |

### Finala
As winners of the competition, Porto went on to represent Europe at the 2004 Intercontinental Cup.
| Monaco | 0 - 3    | Porto                                     |
| ------ | -------- | ----------------------------------------- |
|        | (Report) | Carlos Alberto 27' Deco 56' Alenichev 89' |

| Câștigători 2003-04 Liga Campionilor |
| ------------------------------------ |
| Portugalia                           |
| Porto 2nd title                      |

## Topul marcatorilor
| Poz. | Jucător             | Echipa              | Goluri | Meciuri | Minute jucate |
| ---- | ------------------- | ------------------- | ------ | ------- | ------------- |
| 1    | Fernando Morientes  | Monaco              | 9      | 12      | 1026'         |
| 2    | Dado Pršo           | Monaco              | 7      | 11      | 512'          |
| 3    | Roy Makaay          | Bayern München      | 6      | 8       | 720'          |
| 3    | Walter Pandiani     | Deportivo La Coruña | 6      | 12      | 773'          |
| 5    | Didier Drogba       | Marseille           | 5      | 6       | 515'          |
| 5    | Hakan Șükür         | Galatasaray         | 5      | 6       | 539'          |
| 5    | Juninho             | Lyon                | 5      | 10      | 799'          |
| 5    | Thierry Henry       | Arsenal             | 5      | 10      | 888'          |
| 9    | David Trezeguet     | Juventus            | 4      | 5       | 359'          |
| 9    | Wesley Sonck        | Ajax                | 4      | 5       | 401'          |
| 9    | Ruud van Nistelrooy | Manchester United   | 4      | 7       | 596'          |
| 9    | Albert Luque        | Deportivo La Coruña | 4      | 11      | 640'          |
| 9    | Benni McCarthy      | Porto               | 4      | 11      | 643'          |
| 9    | Ronaldo             | Real Madrid         | 4      | 9       | 729'          |
| 9    | Andriy Shevchenko   | Milan               | 4      | 9       | 765'          |
| 9    | Kaká                | Milan               | 4      | 10      | 780'          |
| 9    | Ludovic Giuly       | Monaco              | 4      | 10      | 783'          |
| 9    | Robert Pirès        | Arsenal             | 4      | 10      | 852'          |
| 9    | Frank Lampard       | Chelsea             | 4      | 12      | 1035'         |

- Source: Top Scorers – Final – Wednesday 26 May 2004 (after match)